# LP3
LP3 — третий студийный альбом американской группы Ratatat, выпущенный в 2008 году. Альбом представляет собой смесь разных жанров, синтезаторных патчей, перкуссионных инструментов, звуковых эффектов и семплов.

## Список композиций
1. «Shiller» — 4:18
2. «Falcon Jab» — 3:55
3. «Mi Viejo» — 2:40
4. «Mirando» — 3:52
5. «Flynn» — 1:56
6. «Bird-Priest» — 3:07
7. «Shempi» — 3:58
8. «Imperials» — 3:34
9. «Dura» — 3:08
10. «Bruleé» — 3:43
11. «Mumtaz Khan» — 2:38
12. «Gipsy Threat» — 1:38
13. «Black Heroes» — 4:06

iTunes Store Bonus Track
1. «Mirando (YACHT Remix)» — 2:51

Amazon MP3 Bonus Track
1. «Shempi (E*Rock Remix)» — 5:15